# Коалиција за мир
Коалиција за мир је назив за политичку коалицију у Србији, коју је иницирала Либерално-демократска партија Чедомира Јовановића. Коалиција је концепцијски настала средином 2018. године, али је реализована тек пред парламентарне изборе 2020. године.

## Позадина и формирање
У току летњих и јесењих месеци 2018. године, у Србији је формирано више политичких коалиција, странака и покрета, примарно оних опозиционих. У њих спадају Савез за Србију, Грађански блок 381 и Српски патриотски савез. С тим у вези, председник ЛДП-а, Чедомир Јовановић је и сам најавио формирање коалиције, чија окосница политичког програма ће бити пацифизам. Иако ЛДП није део актуелне владајуће већине, он није прецизирао ни да ли ће КЗМ деловати у опозиционом капацитету, те не дајући више детаља о тој организацији, али је критиковао деловање Савеза за Србију, тврдећи да по питању решења за Косово и Метохију, Александар Вучић делује модерније од те коалиције. 29. септембра, Јовановић је путем свог "Фејсбук" налога обавестио јавност да је коалиција основана, али није прецизирао ко се у том политичком савезу придружио ЛДП-у. Од краја септембра 2018, није било никаквих новости или назнака о евентуалним активностима у вези са самом коалицијом, те се чинило да је Јовановић од ње одустао.
Међутим, када су расписани редовни парламентарни избори 2020. године, назив Коалиција за мир је поново почео да фигурира у медијима, те је 5. пријављена, а 8. јуна проглашена листа, на којој су ЛДП, Бошњачка грађанска странка и Странка Црногораца, те неколико других покрета и странака.
Иако се у коалицији налази неколико странака и покрета националних мањина, РИК је одбио могућност да листу прогласи мањинском, јер је такав захтев "поднет прекасно".